# نورمان فرانك باتلر
نورمان فرانك باتلر (بالإنجليزية: Norman Frank Butler)‏ هو لاعب البولو أمريكي، ولد في 18 ديسمبر 1918، وتوفي في 8 أكتوبر 2011.